# Karolina Sevastjanova
Karolina Sevastjanova (ryska: Каролина Андреевна Севастьянова), född den 25 april 1995 i Kiev, Ukraina, är en rysk gymnast.
Hon tog var med och tog OS-guld i trupp i rytmisk gymnastik i samband med de olympiska gymnastiktävlingarna 2012 i London.